# Sarah Wilson
Pour les articles homonymes, voir Wilson.
Lady Sarah Wilson, née Sarah Isabella Augusta Spencer-Churchill le 4 juillet 1865 à Woodstock et morte à Londres le 22 octobre 1929, est la première femme correspondante de guerre britannique. Elle est recrutée en 1899, par Alfred Harmsworth pour couvrir le siège de Mafeking pour le Daily Mail, durant la seconde guerre des Boers.

## Biographie
Née en 1865 au palais de Blenheim, Woodstock, Oxfordshire, elle est la plus jeune fille de John Spencer-Churchill, 7e Duc de Marlborough (1822-1883), et de son épouse, Lady Frances Anne Emily Girouette (1822-1899), fille du 3e marquis de Londonderry. Elle est la sœur de George Charles Spencer-Churchill, 8e duc de Marlborough (1844-1892), et de Lord Randolph Churchill (1849-1895), père du Premier Ministre Winston Churchill (1874-1965), dont elle est la tante. Winston Churchill a également travaillé comme correspondant de guerre pendant la seconde guerre des Boers, pour le Morning Post. Elle est également la sœur cadette d'Anne, duchesse de Roxburghe (1854-1923).
Elle épouse le 21 novembre 1891 Gordon Chesney Wilson (1865-1914), de la Royal Horse Guards. Ils ont un fils, Randolph Gordon Wilson (1893–1956).

## Correspondante du Daily Mail durant le siège de Mafeking

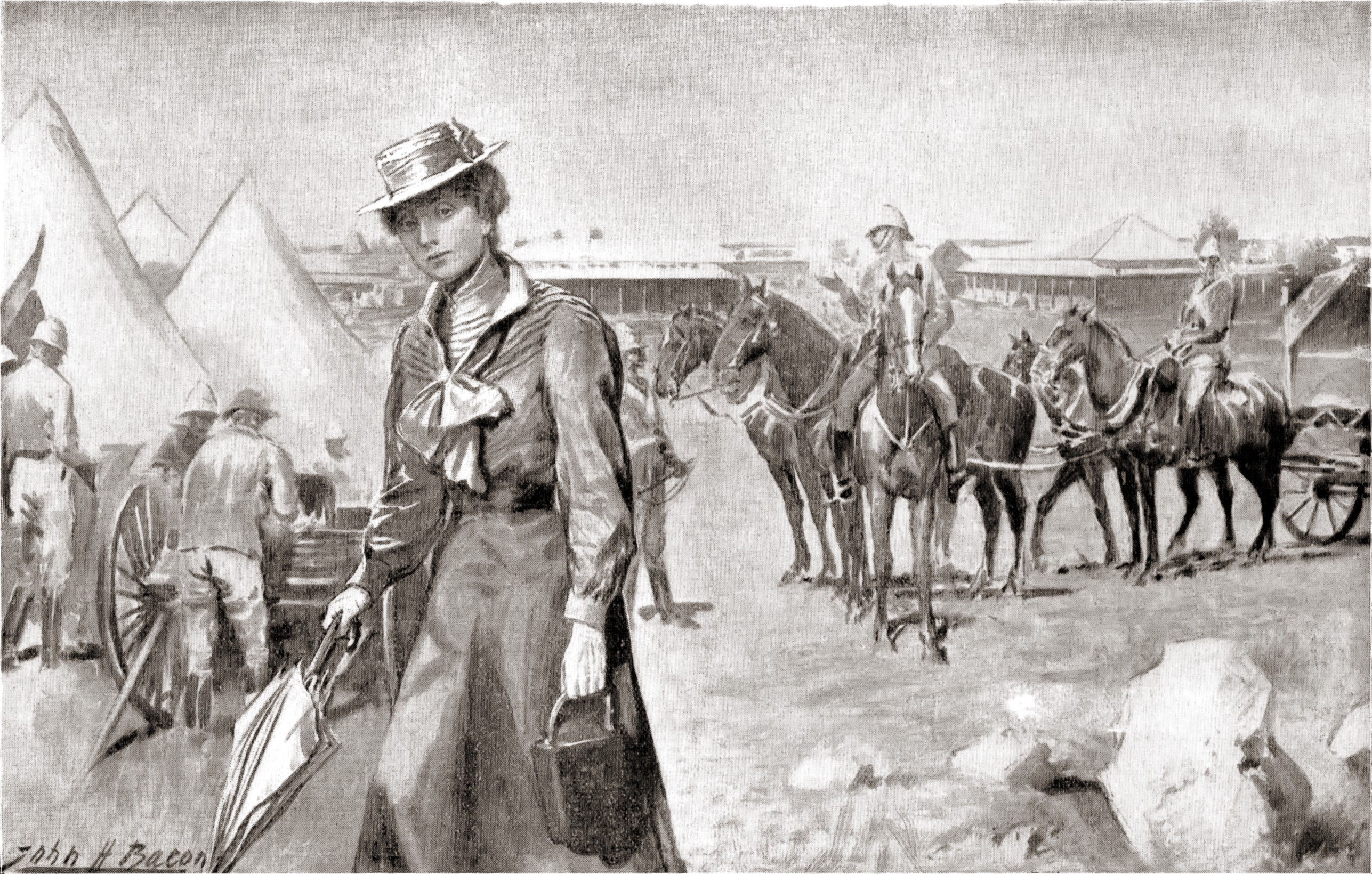
Sarah Wilson et des soldats

Sarah Wilson est recrutée en 1899 par le Daily Mail après que le correspondant de ce journal à Mafeking, (actuelle ville de Mahikeng), Ralph Hellawell, est fait prisonnier par les Boers. Elle vit depuis le début de la guerre dans cette ville d'Afrique du Sud, où son mari, le lieutenant-colonel Gordon Chesney Wilson, est aide-de-camp du colonel Robert Baden-Powell, commandant des troupes britanniques. Baden-Powell exige que Sarah Wilson quitte Mafeking en prévision d'un siège, mais durant son voyage, elle est faite prisonnière par les Boers puis échangée avec les Britanniques contre un de leurs prisonniers.
À son retour à Mafeking, elle constate que la ville n'a pas été attaquée comme prévu. Plus de quatre kilomètres de tranchées ont été creusés et 800 abris construits pour protéger les habitants contre les bombardements.
« The Boers have been extremely active during the last few days. Yesterday we were heavily shelled and suffered eight casualties … Corporal Ironside had his thigh smashed the day before, and Private Webbe, of the Cape Police, had his head blown off in the brickfields trenches. »

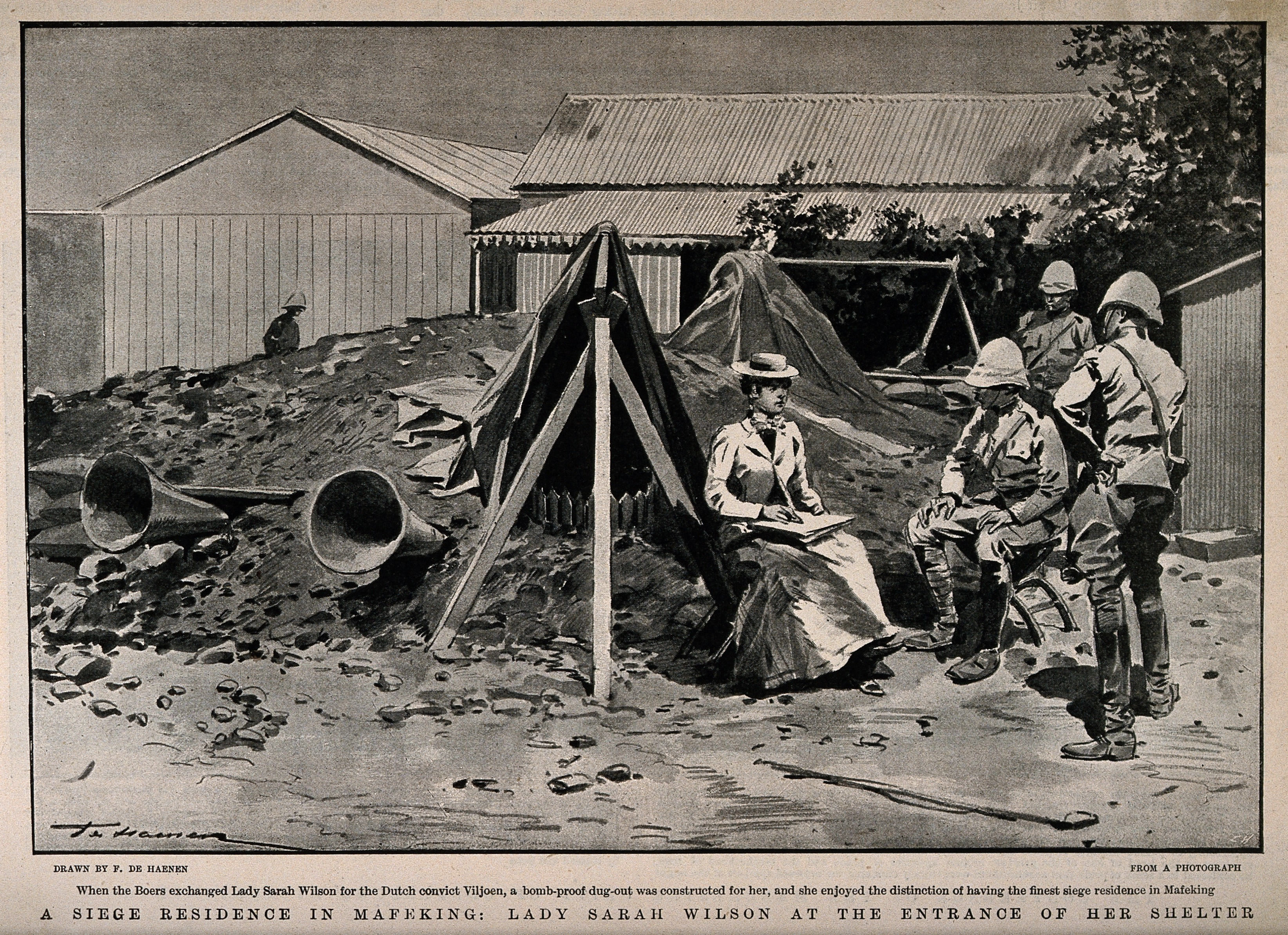
Sarah Wilson échangeant avec des soldats.

Les articles qu'elle envoie au Daily Mail décrivent des éléments de la vie quotidienne de la ville, et ignorent la dureté des combats. Cependant, un des thèmes constants de ses chroniques concerne les difficultés d'approvisionnement alimentaire et la situation qui semble désespérée lorsque la garnison est frappée par une épidémie de typho-malaria. Les difficultés de l'armée britannique permettent aux Boers d'occuper les alentours de la ville, mais la ville elle-même résiste à leurs assauts.
Le siège prend fin, après 217 jours, grâce aux renforts de l'artillerie britannique et canadienne, le 17 mai 1900.

## Distinctions
- 1901 :
  -  Dame de grâce du Très vénérable ordre de Saint-Jean (D. G. St-J.)[9]
  - Croix rouge royale (CRR) remise par le roi Édouard VII pour les services rendus à Mafeking[10].